# Dan Lungu
Dan Lungu (ur. 15 września 1969 w Botoszanach) – rumuński pisarz, nauczyciel akademicki i dziennikarz, senator.

## Życiorys
Ukończył studia z zakresu socjologii i politologii na Uniwersytecie Aleksandra Jana Cuzy w Jassach, w 2001 doktoryzował się w zakresie socjologii. W 1995 podjął pracę jako nauczyciel akademicki na macierzystej uczelni. W latach 2005–2006 kształcił się na jednym z uniwersytetów w Paryżu.
Od 2001 do 2002 był redaktorem naczelnym magazynu literackiego „Timpul”. W latach 2013–2017 pełnił funkcję dyrektora placówki kulturalnej Muzeul Național al Literaturii Române w Jassach. W wyborach w 2016 z ramienia Związku Zbawienia Rumunii został wybrany w skład Senatu.
Jako pisarz debiutował w latach 90. Był tłumaczony na wiele języków, w tym polski. W Polsce ukazała się powieść Jestem komunistyczną babą!, jej bohaterką jest pięćdziesięcioletnia kobieta, która wspomina swoją młodość i dokonuje przewrotnej „rehabilitacji” reżimu Nicolae Ceaușescu. Autor zbiorów opowiadań, powieści, wierszy, sztuk teatralnych, jak również prac z zakresu socjologii.
Jest żonaty, ma dwoje dzieci.

## Wybrana twórczość
- Cheta la flegmă (1999, opowiadania)
- Proză cu amănuntul (2003, opowiadania)
- Nuntă la parter (2003, sztuka teatralna)
- Raiul găinilor (fals roman de zvonuri și mistere) (2004, powieść)
- Băieți de gașcă (2007, opowiadania)
- Sînt o babă comunistă (2007, powieść, wyd. pol. Jestem komunistyczną babą! w 2009)
- Cum să uiți o femeie (2009, powieść)
- În iad toate becurile sunt arse (2011, powieść)